# I-Day-Festival
Das I-Day Festival oder auch Independent Days Festival ist ein seit 1999 jährlich im September in Bologna stattfindendes mehrtägiges Musikfestival (Ausnahmefälle waren 2006 und 2008 als kein Festival ausgetragen wurde). Auf dem I-Day Festival treten hauptsächlich Bands aus der Metal-, Rock-, Punk- und Alternative-Szene.
Das Festival ist Teil des in Italien bekannten Festa de L’Unità. Bei der ersten Auflage im Jahr 1999 wurden 20.000 Festivalbesucher gezählt. In den Folgejahren 2000 und 2001 waren es bereits 40.000. Die Bands treten auf zwei Bühnen, die Arena Parco Nord (Hauptbühne) und Tenda Estragon. Auf dieser wurde anfangs ein eigenes Festival ausgetragen, dass Tenda Festival, welches ursprünglich innerhalb der Punkszene bekannt war.
Auf diesen Festival spielten bereits mehrere bekannte Bands, darunter die Arctic Monkeys, Kasabian, Taking Back Sunday, No Use for a Name, Adam Kills Eve, All Time Low, Sum 41, Blink-182, Deep Purple, Nine Inch Nails, Billy Talent, Limp Bizkit und Deftones.

## Bands

### 1999
The Offspring, Joe Strummer & The Mescaleros, Silverchair, Sick of It All, Hepcat, Lit, Punkreas, Verdena, Tre Allegri Ragazzi Morti

### 2000
Tenda Festival
- Samstag, 2. September 2000: Mr Bungle, Boss Hog, Andre Williams, Slim, Titan

Arena Parco Nord
- Sonntag, 3. September 2000: Blink-182, Limp Bizkit, Deftones, Millencolin, Verdena, Punkreas, No Use for a Name, Muse

### 2001
Man or Astro-man?, Mogwai, Eels, Turin Brakes, Ed Harcourt, I Am Kloot, The (International) Noise Conspiracy, Micevice, Boy Hits Cart, Cut, Scarlet, The Valentines, Manu Chao, Muse, Africa Unite, Ska-P, Modena City Ramblers, Rocket from the Crypt, Mad Caddies, Reel Big Fish, Banda Bassotti, Meganoidi, Persiana Jones, Tre Allegri Ragazzi Morti, Backyard Babies

### 2002
Subsonica, NOFX, The Jon Spencer Blues Explosion, Modena City Ramblers, Sick of It All, No Use for a Name, Punkreas, Meganoidi, The Music, Something Corporate, Pulley, Bouncing Souls, Ikara Colt, D4

### 2003
Rancid, The Cramps, The Mars Volta, Radio Birdman, Nashville Pussy, Lagwagon, A.F.I, Alkaline Trio, The Ataris, Mad Caddies, Fratelli Di Soledad, Thrice, The Hormonauts, Los Fastidios, Immortal Lee County Killers, Bigoz Quartet, All American Rejects, Punx Crew, The Peawees, Forty Winks
Motorama, Thee S.T.P., Kim's Teddy Bears, Moravagine, Le Braghe Corte, Marsh Mallows, Karnea, Coffee Shower

### 2004
Sonic Youth, Franz Ferdinand, The Libertines, Mark Lanegan, Mondo Generator, Tre Allegri Ragazzi Morti, Colour of Fire, Blueskins, Julie's Haircut, Raydaytona, The Darkness, Velvet Revolver, MC 5, Lars Frederiksen, Melissa Auf der Maur, The Dirtbombs, New Found Glory, Thee S.T.P., Persiana Jones, Derozer, Radio 4, Everlast, Feist, Madbones, Friday Star, Morticia Lovers, Flogging Molly, Yellowcard, Vanilla Sky, Coheed and Cambria, Young Heart Attack, Ghetto Ways, Forty Winks, The No One, Wet Tones

### 2005
Bad Religion, Queens of the Stone Age, The Blood Brothers, The Bravery, Editors, The Futureheads, Maxïmo Park, Meganoidi, Skin, Social Distortion, Forty Winks, Marsh Mallows, The Peawees, Sikitikis

### 2006
Hiatus

### 2007
Nine Inch Nails, Tool, Maxïmo Park, Hot Hot Heat, ...And You Will Know Us by the Trail of Dead, Billy Talent, Petrol

### 2008
nicht stattgefunden

### 2009
Deep Purple, The Kooks, Kasabian, Twisted Wheel, Expatriate, The Hacienda

### 2010
The Leeches, All Time Low, Simple Plan, Sum 41, Blink-182

### 2011
Arctic Monkeys, Kasabian, The Wombats, The Offspring, No Use for a Name, Face to Face, Adam Kills Eve, Taking Back Sunday